# Andreas Michael Dall’Armi
Andreas Michael Dall’Armi (Trento, 11 de novembro de 1765 – Munique, 27 de abril de 1842) foi um mercador e banqueiro alemão.
Organizou em 1810 por ocasião das cerimônias de casamento de Luís I da Baviera uma corrida de cavalos na Theresienwiese, sendo reconhecido por isto como o fundador da Oktoberfest de Munique, recebendo por isto a primeira Goldene Bürgermedaille der Landeshauptstadt München em 1824.

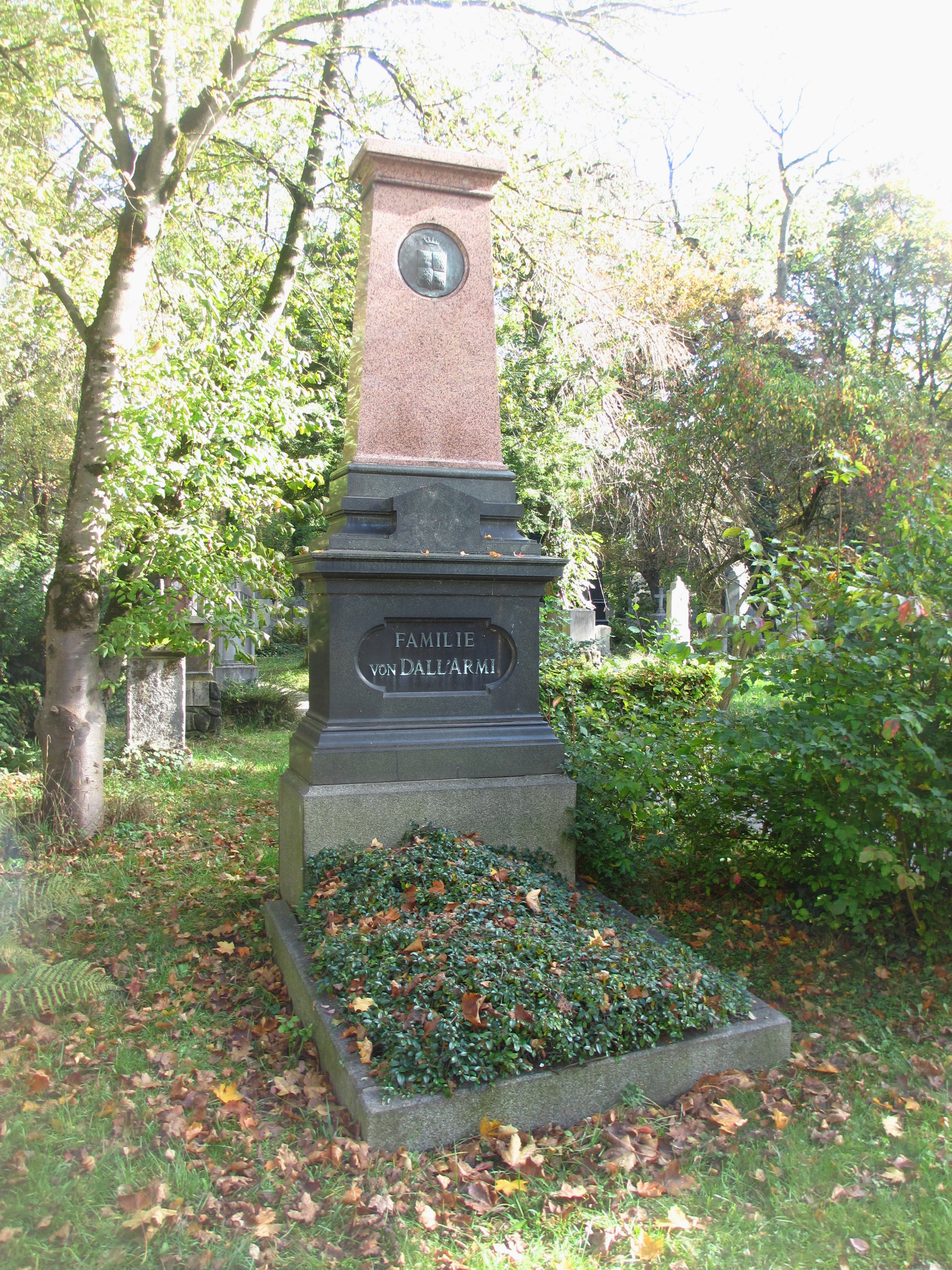
Sepultura de Andreas Dall' Armi no Alter Südfriedhof (Munique)

Sua sepultura está localizada no Alter Südfriedhof (Munique) (Gräberfeld 14 – Reihe 12 – Platz 55/56).